# محوطه دیمه
محوطه دیمه مربوط به دوره اشکانیان است و در شهرستان دره‌شهر، بخش مرکزی، دهستان زرین دشت، ۳۰۰ متری غرب روستای غارت مالگه واقع شده و این اثر در تاریخ ۹ بهمن ۱۳۸۶ با شمارهٔ ثبت ۲۰۷۲۷ به‌عنوان یکی از آثار ملی ایران به ثبت رسیده است.